# 铃木贵男
鈴木貴男（日语：／ Suzuki Takao，1976年9月20日—），日本男子网球运动员。他曾代表日本参加2002年、2006年和2010年亚洲运动会网球比赛，获得一枚金牌、一枚银牌和二枚铜牌。